# M.O. (album)
Pour les articles homonymes, voir MO.
Albums de Nelly
5.0
(2010)
Singles
1. Hey Porsche
Sortie : 19 février 2013
2. Get Like Me
Sortie : 2 juillet 2013
3. Heaven
Sortie : 2 septembre 2013

M.O. est le septième album studio de Nelly, sorti le 30 septembre 2013.
L'album s'est classé 2e au Top Rap Albums, 4e au Top R&B/Hip-Hop Albums, 13e au Top Digital Albums et 14e au Billboard 200.

## Développement
Le 10 janvier 2012, le rappeur a déclaré vouloir travailler avec le producteur Dr. Dre sur la musique sur son septième album.
Le 15 janvier 2012, il a annoncé sur Twitter qu'il travaillait avec les chanteurs Chris Brown, Trey Songz et le producteur Noel « Detail » Fisher pour son nouvel album. Dans une interview avec ThisIs50.com, Nelly a confirmé qu'Akon et St. Lunatics apparaîtraient sur l'album.
Le 10 août 2012, il a posté sur Instagram une photo de lui-même avec le producteur Mike WiLL Made It dans un studio d'enregistrement.
Le 10 février 2013, à la 55e cérémonie des Grammy Awards, Nelly a annoncé sur le tapis rouge que Nelly Furtado, Wiz Khalifa et T.I. seraient sur l'album.

## Liste des titres
| No  | Titre                                               | Contient un (des) sample(s) de | Durée |
| --- | --------------------------------------------------- | ------------------------------ | ----- |
| 1.  | Get Like Me (featuring Nicki Minaj et Pharrell)     | Flap Your Wings de Nelly       | 3:51  |
| 2.  | Give U Dat (featuring Future)                       |                                | 4:12  |
| 3.  | Rick James (featuring T.I.)                         |                                | 3:46  |
| 4.  | Heaven (featuring Daley)                            |                                | 3:23  |
| 5.  | Maryland, Massachusetts                             |                                | 3:48  |
| 6.  | 100K (featuring 2 Chainz)                           |                                | 3:49  |
| 7.  | All Around the World (featuring Trey Songz)         |                                | 4:07  |
| 8.  | IDGAF (featuring Pharrell et T.I.)                  |                                | 3:10  |
| 9.  | U Know U Want To                                    |                                | 3:50  |
| 10. | My Chick Better (featuring Fabolous et Wiz Khalifa) |                                | 4:18  |
| 11. | Walk Away (featuring Florida Georgia Line)          |                                | 4:18  |
| 12. | Headphones (featuring Nelly Furtado)                |                                | 4:18  |

| 13. | Ciroc & Simply Lemonade (featuring Yo Gotti) | 3:28 |
| 14. | Hey Porsche                                  | 3:29 |
| 15. | Shake Whatever                               | 3:10 |
| 16. | Mo's Focused                                 | 2:57 |